# Boris Filistinski
Boris Andriejewicz Filistinski, ros. Борис Андреевич Филистинский, ps. „Filippow” (ur. 24 lipca?/6 sierpnia 1905 w Stawropolu, zm. 3 maja 1991 w Waszyngtonie) – radziecki architekt, komendant rosyjskiego oddziału policji w okupowanym Wielkim Nowogrodzie podczas II wojny światowej, emigracyjny poeta i prozaik, literaturoznawca, krytyk literacki, publicysta i wydawca, wykładowca akademicki, działacz antysowiecki.

## Życiorys
W młodości interesował się językami orientalistycznymi oraz buddyzmem i hinduizmem. W 1928 r. ukończył Leningradzki Instytut Nowożytnych Języków Orientalistycznych. Podczas nauki wiosną 1927 r. został aresztowany na 2 miesiące za udział w religijno-filozoficznym kręgu prowadzonym przez filozofa Siergieja A. Askoldowa. W 1933 r. ukończył Leningradzki Wieczorowy Instytut Przemysłowo-Budowlany, po czym został jego docentem. W 1936 r. ponownie go aresztowano. Został skazany na karę 5 lat więzienia, którą odbył w łagrach Republiki Komi.
Po wypuszczeniu na wolność na początku 1941 r., przybył do Wielkiego Nowogrodu, gdzie spotkał S. S. Askoldowa. Po zajęciu miasta przez wojska niemieckie w sierpniu tego roku, podjął kolaborację z okupantami. Utworzył, a następnie stanął na czele oddziału policji, zwanego rosyjskim Gestapo. Publikował też artykuły w pskowskim piśmie „Za Rodinu”, którego był zastępcą redaktora głównego. W 1943 r. ewakuował się wraz z Niemcami do Pskowa, a następnie Rygi na Łotwę, a stamtąd po pewnym czasie do Niemiec.
Po zakończeniu wojny przebywał w obozie dla przesiedleńców pod Monachium, gdzie był współwydawcą pisma literacko-politycznego „Grani”. Następnie zamieszkał w Kassel w Bawarii. Pisał artykuły do paryskiego pisma „Wozrożdienije”. W 1950 r. wyjechał do USA. Zamieszkał w Nowym Jorku. W 1954 r. przeniósł się do Waszyngtonu. Zajmował się pisaniem poezji, opowiadań i artykułów do licznych emigracyjnych pism rosyjskich. Założył interjęzykowe stowarzyszenie literackie, wydające dzieła światowej literatury. Ponadto wydawał zbiory utworów przedwojennych i współczesnych dysydenckich autorów sowieckich, jak Anna Achmatowa, Borys L. Pasternak, Nikołaj A. Klujew, Osip E. Mandelsztam, czy Nikołaj A. Zabołocki. Wykładał na uniwersytecie w Waszyngtonie jako profesor slawistyki. Występował też jako znawca sowieckiej architektury. Współpracował z radiem „Głos Ameryki”.